# 노비루역
노비루역(일본어: 野蒜駅)은 일본 미야기현 히가시마쓰시마시에 위치한 동일본 여객철도 센세키 선의 철도역이다. 도호쿠 본선과 직통하는 센세키 도호쿠 라인의 열차도 정차한다. 섬식 승강장 1면 2선의 구조를 갖춘 지상역이다.
2011년 3월 11일에 발생한 도호쿠 지방 태평양 해역 지진의 해일의 피해를 받아 사용 불가가 되어, 센세키선의 내륙 이설에 맞추어 해발 22m의 신역사로 이전했다.

## 타는 곳
| 1 · 2 | ■ 센세키 선 (■ 센세키 도호쿠 라인 포함) | 하행 | 야모토 · 이시노마키 방면             |
| 1 · 2 | ■ 센세키 선                             | 상행 | 마쓰시마카이간 · 센다이 · 아오바도리 |
| 1 · 2 | ■ 센세키 도호쿠 라인                    | 상행 | 다카기마치 · 시오가마 · 센다이 방면  |

## 이용 현황
| 승차 인원 추이 | 승차 인원 추이 |
| 연도           | 1일 평균       |
| -------------- | -------------- |
| 2000           | 727            |
| 2001           | 718            |
| 2002           | 701            |
| 2003           | 663            |
| 2004           | 627            |
| 2005           | 617            |
| 2006           | 579            |
| 2007           | 571            |
| 2008           | 527            |
| 2009           | 493            |
| 2010           | 478            |
| 2011           |                |
| 2012           | 27             |
| 2013           | 23             |
| 2014           | 23             |
| 2015           | 77             |

## 역 주변
- 히가시마쓰시마 시청 노비루 출장소
- 노비루 해수욕장
- 도나 운하

## 인접 역
| 동일본 여객철도 ■ 센세키 선 | 동일본 여객철도 ■ 센세키 선             | 동일본 여객철도 ■ 센세키 선 |
| --------------------------- | --------------------------------------- | --------------------------- |
| 다카기마치 아오바도리 방면  | ■ 쾌속 (아카 쾌속) ■ 쾌속 (미도리 쾌속) | 리쿠젠오노 이시노마키 방면  |
| 도나 아오바도리 방면        | ■ 보통                                  | 리쿠젠오노 이시노마키 방면  |